# 乔·昆比
約瑟夫·「乔」·昆比市長（英語：Mayor Joseph "Joe" Quimby）是动画片《辛普森一家》中的角色，由丹·卡斯泰拉内塔配音，并在剧集“Bart Gets an F”中首次出现。民主黨一員，也是春田镇市長。